# John Hayes (athlétisme)
Pour les articles homonymes, voir John Hayes.

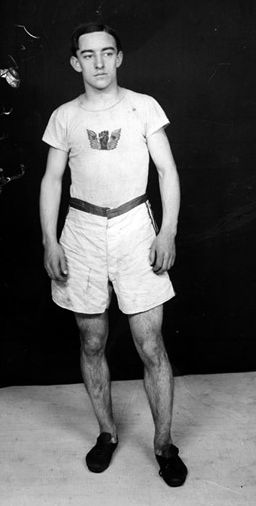
John Hayes, arborant le Poing ailé du Irish American Athletic Club, en pose dans un studio peu après sa victoire au marathon olympique

John Joseph Hayes, dit Johnny Hayes, né le 10 avril 1886 à New York et mort le 25 août 1965, est un athlète américain, membre du Irish American Athletic Club, et vainqueur controversé du marathon lors des Jeux de 1908.

## Biographie
Né à New York d'une famille d'immigrants irlandais de Nenagh, dans le comté de Tipperary. Il est un des trois Américains à avoir remporté un marathon olympique (les deux autres étant Thomas Hicks en 1904 et Frank Shorter en 1972).
La British Olympic Association voulut faire partir le marathon de Londres en face du château de Windsor et le faire finir devant la tribune royale du White City Stadium, soit une distance totale de 42,195 km, alors que la plupart des marathons étaient d'environ 25 milles (soit 40 km). C'est cette distance qui a ensuite été fixée par l'IAAF comme la distance classique du marathon. C'est Dorando Pietri qui entre le premier dans le stade, mais se trompe, est secouru puis aidé à franchir la ligne d'arrivée. Mais Pietri est disqualifié après réclamation des officiels américains.
Après ce final dramatique, une course est organisée par des professionnels en novembre 1908 au Madison Square Garden. Cette course est remportée par Pietri de 75 yards. Un second match est organisé le 15 mars 1909, et c'est encore Pietri qui l'emporte. Ils deviennent tous les deux professionnels.

## Palmarès

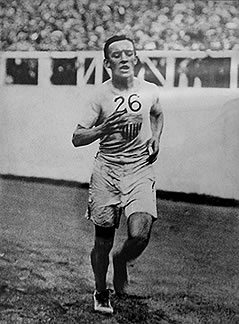
Hayes à l'arrivée du marathon olympique de 1908

| Année | Compétition     | Lieu    | Résultat | Marque            |
| ----- | --------------- | ------- | -------- | ----------------- |
| 1908  | Jeux olympiques | Londres | 1er      | 2 h 55 min 18 s 4 |